# 北海道道531号小谷石渡島知内停車場線
北海道道531号小谷石渡島知内停車場線（ほっかいどうどう531ごう こだにいしおしましりうちていしゃじょうせん）は、北海道上磯郡知内町内を結ぶ一般道道（北海道道）である。

## 概要
小谷石は、地名は「こたにいし」であるが、路線名は「こだにいし」となる。

### 路線データ
- 起点：北海道上磯郡知内町小谷石
- 終点：北海道上磯郡知内町重内（旧JR北海道 松前線 渡島知内駅跡）
- 総延長：10.558 km
- 実延長：9.770 km
- 重用延長：0.788 km

### 道路管理者
- 渡島総合振興局 函館建設管理部 松前出張所

## 歴史
- 1966年（昭和41年）3月31日 - 路線認定[1]。
- 1973年（昭和48年）9月24日 - 集中豪雨により崖崩れなどの被害を受ける[2]。
- 1988年（昭和63年）2月1日 - 松前線の廃線に伴い、渡島知内駅は廃駅となる。

## 路線状況

### 重複区間
- 国道228号（知内町重内 - 知内町重内）
- 北海道道698号湯の里渡島知内停車場線（知内町重内 - 知内町重内〔終点〕）

### 道路施設

#### 主なトンネル
- しおさいトンネル（328.5 m、知内町小谷石） 1997年（平成9年）開通。
- いさりびトンネル（150.0 m、知内町小谷石） 2003年（平成15年）開通。

廃止されたトンネル
- 1号トンネル（20 m、知内町小谷石） 1983年頃開削撤去。
- 2号トンネル（11.5 m、知内町小谷石） 1958年（昭和33年）開通、2001年頃開削撤去。
- 3号トンネル（17.5 m、知内町小谷石） 1958年（昭和33年）開通、2001年頃開削撤去。
- 4号トンネル（30 m、知内町小谷石） 1961年（昭和36年）開通。しおさいトンネル開通に伴い閉鎖。

#### 主な橋梁
- 潮見橋（26 m、外記川、知内町元町 - 知内町涌元）
- 外記橋（13 m、外記川、知内町元町）
- しおざい橋（201 m、知内川、知内町元町 - 知内町重内）

#### 常設型ゲート
- 小谷石ゲート（知内町小谷石29、海の宿矢越付近）
- 涌元ゲート（知内町小谷石、しおさいトンネル出口側）

## 地理

### 通過する自治体
- 渡島総合振興局
  - 上磯郡知内町

### 交差する道路
知内町
- 国道228号 - 重内（重複）
- 北海道道698号湯の里渡島知内停車場線 - 重内（重複）

### 沿線にある施設など
知内町
- 小谷石漁港
- 矢越海岸アドベンチャーズ
- 知内町立知内小学校
- 北海道知内高等学校
- 知内町役場
- 知内町知内中央公民館
- 道南うみ街信用金庫知内支店
- 知内町郷土資料館
- 新函館農業協同組合知内支店
- 知内駅前簡易郵便局